# أكيرا أكاو
أكيرا أكاو (باليابانية: 赤尾 公) (15 فبراير 1988 في كاغوشيما في اليابان – )؛ هو لاعب كرة قدم ياباني سابق كان يلعب كلاعب وسط.

## وصلات خارجية
- أكيرا أكاو على موقع رابطة كرة القدم اليابانية للمحترفين (اليابانية)
- أكيرا أكاو على موقع قاعدة بيانات كرة القدم.إي يو (الإنجليزية)
- أكيرا أكاو على موقع Soccerway.com (الإنجليزية)
- أكيرا أكاو على موقع عالم كرة القدم.نت (الإنجليزية)